# Дора (приток Выдрицы)
Дора — река в России, протекает в Боровичском районе Новгородской области. Устье реки находится в 13 км по правому берегу реки Выдрица. Длина реки составляет 8,2 км.
Примерно в километре от устья, по правому берегу реки на высоте 74,5 м впадает Мошень. В 6,2 км от устья, по правому берегу реки впадает река Хмелевка.

## Данные водного реестра
По данным государственного водного реестра России относится к Балтийскому бассейновому округу, водохозяйственный участок реки — Мста без р. Шлина от истока до Вышневолоцкого г/у, речной подбассейн реки — Волхов. Относится к речному бассейну реки Нева (включая бассейны рек Онежского и Ладожского озера).
Код объекта в государственном водном реестре — 01040200212102000020872.